# شهرستان پابیانیتسه
شهرستان پابیانیتسه (به لاتین: Pabianice County) یک شهرستان در لهستان است که در استان ووتسکی واقع شده‌است.

## خصوصیات
شهرستان پابیانیتسه ۴۹۰٫۷۷ کیلومترمربع مساحت و ۱۱۹٬۰۰۸ نفر جمعیت دارد.